# Italia en la Copa Mundial de Rugby de 2019
La Selección de rugby de Italia fue uno de los 20 participantes de la Copa Mundial de Rugby de 2019 que se realizó en Japón.
Fue la novena participación de los Azzurri en la Copa Mundial de Rugby.

## Partidos de preparación
| 10 de agosto de 2019 | Irlanda | 22 - 10 | Italia |  |  |

| 17 de agosto de 2019 | Italia | 85 - 15 | Rusia |  |  |

| 30 de agosto de 2019 | Francia | 47 - 19 | Italia |  |  |

| 6 de septiembre de 2019 | Inglaterra | 22 - 0 | Italia |  |  |

## Participación

### Grupo B
| Posición | Selección     | Partidos | Partidos | Partidos  | Partidos | Tries a favor | Tantos  | Tantos    | Tantos     | Puntos extra | Puntos |
| Posición | Selección     | Jugados  | Ganados  | Empatados | Perdidos | Tries a favor | A favor | En contra | Diferencia | Puntos extra | Puntos |
| -------- | ------------- | -------- | -------- | --------- | -------- | ------------- | ------- | --------- | ---------- | ------------ | ------ |
| 1        | Nueva Zelanda | 4        | 3        | 1         | 0        | 22            | 157     | 22        | +135       | 2            | 16     |
| 2        | Sudáfrica     | 4        | 3        | 0         | 1        | 27            | 185     | 36        | +149       | 3            | 15     |
| 3        | Italia        | 4        | 2        | 1         | 1        | 14            | 98      | 78        | +20        | 2            | 12     |
| 4        | Namibia       | 4        | 0        | 1         | 3        | 3             | 34      | 175       | –141       | 0            | 2      |
| 5        | Canadá        | 4        | 0        | 1         | 3        | 2             | 14      | 177       | –163       | 0            | 2      |

#### Partidos
| 22 de septiembre de 2019, 14:15                                                                            | Italia | 47 – 22 | Namibia                                                                                                 | Hanazono Rugby Stadium, Higashiōsaka | |
| | Tries: Try penal 10' Allan 25' Tebaldi 40' Padovani 43' Canna 46' Polledri 69' Minozzi 75' Conversiones: (3/3) Allan 26', 42', 44' (2/3) Canna 47', 76' | Reporte | Tries: 5' Stevens 56' Greyling 78' Plato Conversiones: 6', 79' Loubser (2/3) Penales: 51' Loubser (1/1) | Asistencia: 20 354 espectadores Árbitro(s): Nic Berry Jueces de touch: Nigel Owens Federico Anselmi Television Match Official: Marius Jonker | Asistencia: 20 354 espectadores Árbitro(s): Nic Berry Jueces de touch: Nigel Owens Federico Anselmi Television Match Official: Marius Jonker |
| PJ Walters (Namibia) hizo su debut internacional. Darryl de la Harpe (Namibia) alcanzó los 50ª test match. | |         | | | |

| 26 de septiembre de 2019, 16:45                          | Italia | 48 – 7  | Canadá                                                                            | Fukuoka Hakatanomori Stadium, Fukuoka                                                                    | |
|                                                          | Tries: Steyn 7' Budd 12' Negri 43' Try penal 58' Bellini 61' Zani 72' Minozzi 78' Conversiones: (3/4) Allan 8', 13', 44' (1/2) Canna 73' Penal: (1/1) Allan 2' | Reporte | Try: · 68' Coe · Conversión: · 70' Nelson (1/1) · Tarjeta: · 58' hasta 68' Heaton | Árbitro(s): Nigel Owens Jueces de touch: Wayne Barnes Karl Dickson Television Match Official: Rowan Kitt | Árbitro(s): Nigel Owens Jueces de touch: Wayne Barnes Karl Dickson Television Match Official: Rowan Kitt |
| Djustice Sears-Duru (Canadá) alcanzó los 50ª test match. | |         |                                                                                   | | |

| 4 de octubre de 2019, 18:45 | Sudáfrica | 49 – 3  | Italia                  | Shizuoka Stadium Ecopa, Shizuoka                                                                            | |
|                             | Tries: Kolbe 5', 52' m Mbonambi 26' Am 57' Mapimpi 67' Snyman 75' Marx 80+2' Conversiones: (4/7) Pollard 6', 27', 59', 68' Penales: (2/2) Pollard 11', 50' | Reporte | Penales: 8' Allan (1/1) | Árbitro(s): Wayne Barnes Jueces de touch: Romain Poite Alexandre Ruiz Television Match Official: Rowan Kitt | Árbitro(s): Wayne Barnes Jueces de touch: Romain Poite Alexandre Ruiz Television Match Official: Rowan Kitt |

| 12 de octubre de 2019, 13:45 | Nueva Zelanda | 0 – 0   | Italia | City of Toyota Stadium, Toyota                                                                                | |
| |               | Reporte |        | Árbitro(s): Luke Pearce Jueces de touch: Wayne Barnes Alexandre Ruiz Television Match Official: Graham Hughes | Árbitro(s): Luke Pearce Jueces de touch: Wayne Barnes Alexandre Ruiz Television Match Official: Graham Hughes |
| Partido cancelado por el tifón Hagibis por lo que se da por terminado con marcador 0-0 y se otorga dos puntos a cada equipo, se convierte en el primer partido de la fase de grupos que Nueva Zelanda no obtiene la victoria. |               |         |        | | |